# Fatmir Sejdiu
Fatmir Sejdiu (Pakaštica (Podujevo), 23 d'octubre de 1951) és un polític kosovar, que va ser el líder de la Lliga Democràtica de Kosovo (LDK) i el primer president de la República de Kosovo.